# Кубок Кремля 2019
ВТБ Кубок Кремля 2019 — 30-й розыгрыш ежегодного профессионального теннисного турнира Кубок Кремля. Состоял из мужского и женского турниров. Мужской являлся частью тура ATP и имел категорию ATP 250, а женский — частью тура WTA и имел категорию премьер.
Соревнования прошли с 12 по 20 октября 2019 года в Москве (Россия) в Ледовом дворце «Крылатское».
Общий призовой фонд турнира составил 1954520 долларов США, из них призовой фонд турнира ATP — 922520 долларов, турнира WTA — 1032000 долларов. Титульным спонсором выступил банк ВТБ.
Победителем в мужском одиночном разряде стал россиянин Андрей Рублёв, победивший в финале француза Адриана Маннарино (финалиста также и прошлого года) 6:4 6:0. По итогам турнира Рублёв поднялся в рейтинге ATP на девять позиций, с рекордного для себя ещё с февраля 2018 года 31-го на 22-е место. Прошлогодний победитель и 2-й сеяный Карен Хачанов, уйдя с пяти матчболов в матче второго круга (1/8 финала) против немца Филиппа Кольшрайбера, проиграл в 1/4 финала итальянцу Андреасу Сеппи. Первая ракетка России и 1-й сеяный на Кубке Кремля 2019 года Даниил Медведев снялся с турнира по причине усталости, о чём объявил во вторник 15 октября на специальной пресс-конференции. 3-й сеяный Марин Чилич уступил в полуфинале Рублёву.
В женском одиночном разряде победила швейцарка Белинда Бенчич, победившая в финале россиянку Анастасию Павлюченкову 3:6 6:1 6:1. Выход в финал позволил Белинде, обогнав проигравшую в четвертьфинале этого же турнира голландку Кики Бертенс, занять последнее вакантное место на итоговом турнире WTA в Шэньчжэне (с участием восьми сильнейших теннисисток мира). В рейтинге WTA Бенчич по итогам Кубка Кремля поднялась с 10-й на 7-ю позицию, повторив собственный рекорд 2016 года, Павлюченкова — с 40-й на 30-ю. Прошлогодняя победительница россиянка Дарья Касаткина проиграла в первом круге украинке Даяне Ястремской и по итогам опустилась с 37-й на 70-ю позицию.
В финале женского парного разряда японки Сюко Аояма и Эна Сибахара победили третьих сеяных бельгийку Кирстен Флипкенс (в одиночном разряде дошедшую до 1/4 финала, обыграв при этом во втором круге Ястремскую) и американку Бетани Маттек-Сандс. Для японок эта победа стала первой на турнирах категории премьер или выше.

## Победители и финалисты
| Разряд            | Победитель                        | Финалист                             | Счёт          |
| ----------------- | --------------------------------- | ------------------------------------ | ------------- |
| Мужской одиночный | Андрей Рублёв                     | Адриан Маннарино                     | 6:4, 6:0      |
| Женский одиночный | Белинда Бенчич                    | Анастасия Павлюченкова               | 3:6, 6:1, 6:1 |
| Мужской парный    | Марсело Демолинер Матве Мидделкоп | Симоне Болелли Андрес Мольтени       | 6:1, 6:2      |
| Женский парный    | Сюко Аояма Эна Сибахара           | Кирстен Флипкенс Бетани Маттек-Сандс | 6:2, 6:1      |